# Moses Malone
Moses Eugene Malone (Petersburg, 23 marzo 1955 – Norfolk, 13 settembre 2015) è stato un cestista e allenatore di pallacanestro statunitense, professionista nella ABA e nella NBA.
Centro di 2,08 metri, strepitoso a rimbalzo e completo in quasi tutti i fondamentali di gioco, è considerato uno dei più forti nella storia di questo sport, ed è inserito tra i 50 migliori giocatori del cinquantenario della NBA.
Nella sua lunga carriera vanta 3 MVP della regular season, 1 titolo, 1 MVP delle Finali, 8 All-NBA Team (di cui 4 nel First Team), 2 All-Defensive Team (di cui 1 nel First Team) e 12 convocazioni all'All-Star Game.
È uno dei soli nove cestisti a vincere almeno 3 MVP della regular season, insieme a Kareem Abdul-Jabbar, Michael Jordan, Bill Russell, Wilt Chamberlain, LeBron James, Magic Johnson, Larry Bird e Nikola Jokic, ma è l'unico a vincere due consecutivi con due franchigie diverse (nel 1982 con i Houston Rockets e nel 1983 con i Philadelphia 76ers)
È il quinto miglior rimbalzista di sempre, dietro Wilt Chamberlain, Bill Russell, Kareem Abdul-Jabbar e Elvin Hayes, e risulta primo per rimbalzi offensivi nella storia NBA.

## Carriera
(Red Auerbach)

### Prime esperienze cestistiche
Dopo aver frequentato la Petersburg High School, Moses, che si era dapprima iscritto all'università del Maryland, decise di essere sufficientemente maturo per approdare direttamente al mondo del basket professionistico, diventando il primo giocatore della storia della pallacanestro americana a saltare la carriera al college prima di iniziare a giocare fra i professionisti.
Malone venne rapidamente ingaggiato dagli Utah Stars, squadra militante nel campionato American Basketball Association (ABA), la lega allora concorrente della NBA. Il suo anno da rookie (stagione 1974-1975) fu immediatamente un successo, chiudendo con medie in Regular season da 18,8 punti, 14,6 rimbalzi e 1,5 stoppate a partita, con una straordinaria percentuale al tiro del 57,1%. L'anno seguente a seguito dello scioglimento degli Utah Stars dopo 16 partite, passò alla franchigia degli Spirits of St. Louis, dove, a causa della fittissima concentrazione di grandi giocatori (quali Maurice Lucas, Caldwell Jones e Marvin Barnes), oltre a vari infortuni vide ridursi notevolmente il minutaggio sfiorando comunque la doppia doppia di media.
Al termine della stagione 1976 la ABA, all'apice della sua popolarità, si fuse con l'NBA portando quattro squadre in NBA New York Nets, Denver Nuggets, Indiana Pacers e San Antonio Spurs mentre ai giocatori delle altre due squadre (Malone compreso) fu offerta la possibilità di proseguire la carriera professionistica, approdando nell' NBA tramite il Dispersal Draft.

### NBA

#### Esordi
Scelto dai Portland Trail Blazers ed immediatamente girato ai Buffalo Braves, fece il suo arrivo agli Houston Rockets dopo solo due partite dall'inizio della stagione 1976-77, e dove sarebbe rimasto per altri 5 anni. Malone si dimostrò anche nella NBA fra i migliori giocatori in circolazione; perfetta fusione di agilità e potenza, in attacco fu devastante sia per le ottime doti di tiro dal post basso, sia per la capacità unica nel catturare rimbalzi offensivi, specialità nella quale è ricordato come il migliore di sempre e di cui detiene il record assoluto in NBA con 6.731 (2.132 più del secondo Robert Parish) con 5,1 rimbalzi offensivi a partita di media in carriera che se sommati ai 651 rimbalzi offensivi conquistati in ABA portano il totale a 7.382.
In difesa si dimostrò in grado di tenere a bada qualunque avversario, anche superiore a lui fisicamente, e ciò ha contribuito a lasciarne il ricordo di miglior centro degli anni '80 nella Eastern Conference, e, secondo alcuni, anche nell'intera NBA.

#### Houston Rockets
Con l'arrivo di Moses, Houston si trasformò in breve tempo in una delle franchigie protagoniste del panorama americano, raggiungendo nel 1977 le finali di Conference. Nel 1979 Malone vinse il titolo di MVP ed ottenne la prima inclusione nel 1º quintetto ideale. Nel 1981, portando a termine una stagione da favola, Malone guidò letteralmente i suoi Rockets fino alle Finals, dove furono però ricacciati indietro in 6 partite dai Boston Celtics.
Nel 1982 ottenne per la seconda volta in carriera il premio di MVP, e ricevendo ancora una volta l'inserimento nell'NBA All-First Team. Al termine di quell'ottima stagione, si chiusero i rapporti fra Moses ed i Rockets, ed il campione da Petersburg approdò ai Philadelphia 76ers, allora testa di serie numero 1 della Eastern Conference, in cambio di Caldwell Jones e della scelta al primo giro del draft NBA 1983 di Cleveland, ricevuta da Philadelphia in una trade 5 anni prima, che si rivelerà essere Rodney McCray.

#### Philadelphia 76ers
A Filadelfia Malone trovò al suo arrivo una squadra ottimamente costruita e ricca di talento che però, dopo essere arrivata ad un passo dall'anello nel 1977, 1980 e 1982, rischiava ora di lasciarsi sfuggire definitivamente l'occasione buona per la consacrazione a campioni NBA. I Sixers fondavano la maggior parte del loro valore sulla classe smisurata di Julius Erving e sul talento di Maurice Cheeks.
L'arrivo di Malone completò in modo eccellente anche il reparto dei lunghi, fino a quel momento occupato da giocatori ottimi ma non all'altezza del resto della squadra, rafforzando molto la solidità del team senza perdere le brillanti qualità già evidenziate nelle precedenti stagioni. Coach Billy Cunningham fu infatti in grado di garantire a tutte e tre le stelle Sixers spazio e minuti, riuscendo a combinare perfettamente le qualità di due giocatori (Malone ed Erving) entrambi abituati al ruolo di leader. Il risultato fu impressionante: Philadelphia concluse la stagione col miglior record della lega (65 vittorie e 17 sconfitte, tuttora seconda stagione più vincente nella storia della franchigia dopo il 68-13 del 1966-67) e Malone si aggiudicò per la terza stagione (la seconda consecutiva) il titolo di MVP. Ai playoff il cammino di Philadelfia fu inarrestabile; Moses pronosticò di chiudere ogni serie in 4 partite, e sbagliò il pronostico per una sola sconfitta: 4-0 contro New York, 4-1 contro Milwaukee nelle finali di conference ed un umiliante 4-0 nelle Finals rifilato ai Lakers dello Showtime, che li avevano battuti nelle due occasioni precedenti. A coronamento di una stagione indimenticabile, Malone si aggiudico anche il premio di MVP delle finali.
Tali successi, anche per gli infortuni, non si ripeterono più. Nell'annata 1984-85, con l'arrivo del talentuosissimo rookie Charles Barkley, i 76ers raggiunsero nuovamente le finali di conference, ma non seppero battere i Boston Celtics della celebre frontline Bird-McHale-Parish. Malone conquistò il 6º ed ultimo titolo di miglior rimbalzista; quella successiva fu la sua ultima stagione coi Sixers.

#### Gli ultimi anni
Gli ultimi anni della carriera di Malone furono caratterizzati da spostamenti piuttosto frequenti in squadre senza troppe pretese. Dal 1986 al 1988 giocò per i Washington Bullets, mantenendo ancora statistiche invidiabili (24,1 punti e 11,3 rimbalzi a partita nel 1986-87).
In seguito militò per tre stagioni di fila negli Atlanta Hawks, che avevano in quel periodo il loro leader in Dominique Wilkins, rivestendo un ruolo di prim'ordine nelle prime due e mostrando invece un deciso calo nella terza.
Seguirono due anni a Milwaukee, il primo con cifre più che discrete ed il secondo in evidente declino con pochissime partite giocate, poi un nostalgico ritorno a Philadelphia, concludendo a San Antonio nel 1995 per fare da chioccia a David Robinson, uno dei centri di maggior rilievo degli anni '90.
Morì a 60 anni il 13 settembre 2015, per un malore improvviso.

## Statistiche
| † | Denota le stagioni in cui ha vinto il titolo |
| * | Primo nella lega                             |

### ABA-NBA

#### Regular Season
| Anno            | Squadra                    | PG   | PT  | MP    | TC%  | 3P%  | TL%  | RP    | AP  | PRP | SP  | PP   |
| --------------- | -------------------------- | ---- | --- | ----- | ---- | ---- | ---- | ----- | --- | --- | --- | ---- |
| 1974-1975       | Utah Stars (ABA)           | 83   | -   | 38,6  | 57,1 | -    | 63,5 | 14,6  | 1,0 | 1,0 | 1,5 | 18,8 |
| 1975-1976       | Spirits of St. Louis (ABA) | 43   | -   | 27,2  | 51,2 | -    | 61,2 | 9,6   | 1,3 | 0,6 | 0,7 | 14,3 |
| 1976-1977       | Buffalo Braves (NBA)       | 2    | -   | 3,0   | -    | -    | -    | 0,5   | 0,0 | 0,0 | 0,0 | 0,0  |
| 1976-1977       | Houston Rockets            | 80   | -   | 31,3  | 48,0 | -    | 69,3 | 13,4  | 1,1 | 0,8 | 2,3 | 13,5 |
| 1977-1978       | Houston Rockets            | 59   | -   | 35,7  | 49,9 | -    | 71,8 | 15,0  | 0,5 | 0,8 | 1,3 | 19,4 |
| 1978-1979       | Houston Rockets            | 82   | -   | 41,3* | 54,0 | -    | 73,9 | 17,6* | 1,8 | 1,0 | 1,5 | 24,8 |
| 1979-1980       | Houston Rockets            | 82   | -   | 38,3  | 50,2 | 0,0  | 71,9 | 14,5  | 1,8 | 1,0 | 1,3 | 25,8 |
| 1980-1981       | Houston Rockets            | 80   | -   | 40,6  | 52,2 | 33,3 | 75,7 | 14,8* | 1,8 | 1,0 | 1,9 | 27,8 |
| 1981-1982       | Houston Rockets            | 81   | 81  | 42,0* | 51,9 | 0,0  | 76,2 | 14,7* | 1,8 | 0,9 | 1,5 | 31,1 |
| 1982-1983†      | Philadelphia 76ers         | 78   | 78  | 37,5  | 50,1 | 0,0  | 76,1 | 15,3* | 1,3 | 1,1 | 2,0 | 24,5 |
| 1983-1984       | Philadelphia 76ers         | 71   | 71  | 36,8  | 48,3 | 0,0  | 75,0 | 13,4* | 1,4 | 1,0 | 1,5 | 22,7 |
| 1984-1985       | Philadelphia 76ers         | 79   | 79  | 37,4  | 46,9 | 0,0  | 81,5 | 13,1* | 1,6 | 0,8 | 1,6 | 24,6 |
| 1985-1986       | Philadelphia 76ers         | 74   | 74  | 36,6  | 45,8 | 0,0  | 78,7 | 11,8  | 1,2 | 0,9 | 1,0 | 23,8 |
| 1986-1987       | Washington Bullets         | 73   | 70  | 34,1  | 45,4 | 0,0  | 82,4 | 11,3  | 1,6 | 0,8 | 1,3 | 24,1 |
| 1987-1988       | Washington Bullets         | 79   | 78  | 34,1  | 48,7 | 28,6 | 78,8 | 11,2  | 1,4 | 0,7 | 0,9 | 20,3 |
| 1988-1989       | Atlanta Hawks              | 81   | 80  | 35,5  | 49,1 | 0,0  | 78,9 | 11,8  | 1,4 | 1,0 | 1,2 | 20,2 |
| 1989-1990       | Atlanta Hawks              | 81   | 81  | 33,8  | 48,0 | 11,1 | 78,1 | 10,0  | 1,6 | 0,6 | 1,0 | 18,9 |
| 1990-1991       | Atlanta Hawks              | 82   | 15  | 23,3  | 46,8 | 0,0  | 83,1 | 8,1   | 0,8 | 0,4 | 0,9 | 10,6 |
| 1991-1992       | Milwaukee Bucks            | 82   | 77  | 30,6  | 47,4 | 37,5 | 78,6 | 9,1   | 1,1 | 0,9 | 0,8 | 15,6 |
| 1992-1993       | Milwaukee Bucks            | 11   | 0   | 9,5   | 31,0 | -    | 77,4 | 4,2   | 0,6 | 0,1 | 0,7 | 4,5  |
| 1993-1994       | Philadelphia 76ers         | 55   | 0   | 11,2  | 44,0 | 0,0  | 76,9 | 4,1   | 0,6 | 0,2 | 0,3 | 5,3  |
| 1994-1995       | San Antonio Spurs          | 17   | 0   | 8,8   | 37,1 | 50,0 | 68,8 | 2,7   | 0,4 | 0,1 | 0,2 | 2,9  |
| Carriera ABA    | Carriera ABA               | 126  | -   | 34,7  | 55,2 |      | 62,9 | 12,9  | 1,1 | 0,9 | 1,2 | 17,2 |
| Carriera NBA    | Carriera NBA               | 1329 | 948 | 33,9  | 49,1 |      | 76,9 | 12,2  | 1,4 | 0,8 | 1,3 | 20,6 |
| Carriera Totale | Carriera Totale            | 1455 | 948 | 34,0  | 49,5 |      | 76,0 | 12,3  | 1,3 | 0,8 | 1,3 | 20,3 |

#### ABA
- Massimo di punti: 37 vs Spirits of St. Louis (15 febbraio 1975)
- Massimo di rimbalzi: 29 vs Indiana Pacers (23 marzo 1975)
- Massimo di assist: 4 (2 volte)
- Massimo di palle rubate: 3 (4 volte)*
- Massimo di stoppate: 5 (2 volte)*

(* tenendo conto dei dati ABA al momento disponibili)

#### NBA
- Massimo di punti: 53 vs San Diego Clippers (2 febbraio 1982)
- Massimo di rimbalzi: 37 vs New Orleans Jazz (9 febbraio 1979)
- Massimo di assist: 7 (4 volte)
- Massimo di palle rubate: 5 (3 volte)
- Massimo di stoppate: 9 vs San Diego Clippers (13 novembre 1983)

#### Play-off
| Anno            | Squadra               | PG  | PT | MP   | TC%  | 3P% | TL%  | RP   | AP  | PRP | SP  | PP   |
| --------------- | --------------------- | --- | -- | ---- | ---- | --- | ---- | ---- | --- | --- | --- | ---- |
| 1975            | Utah Stars (ABA)      | 6   | -  | 39,2 | 63,8 | -   | 66,7 | 17,5 | 1,5 | 0,0 | 1,5 | 22,7 |
| 1977            | Houston Rockets (NBA) | 12  | -  | 43,2 | 50,0 | -   | 69,2 | 16,9 | 0,6 | 1,1 | 1,8 | 18,8 |
| 1979            | Houston Rockets       | 2   | -  | 39,0 | 52,8 | -   | 72,2 | 20,5 | 1,0 | 0,5 | 4,0 | 24,5 |
| 1980            | Houston Rockets       | 7   | -  | 39,3 | 53,6 | 0,0 | 76,7 | 13,9 | 1,0 | 0,6 | 2,3 | 25,9 |
| 1981            | Houston Rockets       | 21  | -  | 45,5 | 47,9 | 0,0 | 71,2 | 14,5 | 1,7 | 0,6 | 1,6 | 26,8 |
| 1982            | Houston Rockets       | 3   | -  | 45,3 | 43,3 | -   | 93,3 | 17,0 | 3,3 | 0,7 | 0,7 | 24,0 |
| 1983†           | Philadelphia 76ers    | 13  | -  | 40,3 | 53,6 | 0,0 | 71,7 | 15,8 | 1,5 | 1,5 | 1,9 | 26,0 |
| 1984            | Philadelphia 76ers    | 5   | -  | 42,4 | 45,8 | -   | 96,9 | 13,8 | 1,4 | 0,6 | 2,2 | 21,4 |
| 1985            | Philadelphia 76ers    | 13  | 13 | 38,8 | 42,5 | 0,0 | 79,6 | 10,6 | 1,8 | 1,3 | 1,7 | 20,2 |
| 1987            | Washington Bullets    | 3   | 3  | 38,0 | 44,7 | -   | 95,2 | 12,7 | 1,7 | 0,0 | 1,0 | 20,7 |
| 1988            | Washington Bullets    | 5   | 5  | 39,6 | 46,2 | 0,0 | 82,5 | 11,2 | 1,4 | 0,6 | 0,8 | 18,6 |
| 1989            | Atlanta Hawks         | 5   | 5  | 39,4 | 50,0 | 100 | 78,4 | 12,0 | 1,8 | 1,4 | 0,8 | 21,0 |
| 1991            | Atlanta Hawks         | 5   | 0  | 16,8 | 20,0 | -   | 92,9 | 6,2  | 0,6 | 0,4 | 0,2 | 4,2  |
| Carriera ABA    | Carriera ABA          | 6   | -  | 39,2 | 63,8 |     | 66,7 | 17,5 | 1,5 | 0,0 | 1,5 | 22,7 |
| Carriera NBA    | Carriera NBA          | 94  | 26 | 40,4 | 47,9 |     | 76,2 | 13,8 | 1,4 | 0,9 | 1,6 | 22,1 |
| Carriera Totale | Carriera Totale       | 100 | 26 | 40,3 | 48,7 |     | 75,6 | 14,0 | 1,5 | 0,8 | 1,6 | 22,1 |

#### ABA
- Massimo di punti: 32 vs Denver Nuggets (14 aprile 1975)
- Massimo di rimbalzi: 32 vs Denver Nuggets (9 aprile 1975)
- Massimo di assist: 4 vs Denver Nuggets (11 aprile 1975)
- Massimo di palle rubate: 0
- Massimo di stoppate: 6 vs Denver Nuggets (11 aprile 1975)

#### NBA
- Massimo di punti: 42 vs Kansas City Kings (26 aprile 1981)
- Massimo di rimbalzi: 26 vs Washington Bullets (21 aprile 1977)
- Massimo di assist: 6 vs Los Angeles Lakers (29 maggio 1983)
- Massimo di palle rubate: 6 vs Washington Bullets (17 aprile 1985)
- Massimo di stoppate: 5 (6 volte)

## Palmarès
- Campionato NBA: 1

Philadelphia 76ers: 1983
- MVP della regular season: 3

1979, 1982, 1983
- MVP Finals NBA: 1983
- ABA All-Rookie Team (1975)
- Maggior numero di rimbalzi offensivi in stagione ABA: (1974-1975)
- 6 volte Migliore rimbalzista stagionale in NBA: 1979, 1981, 1982, 1983, 1984, 1985
- 8 volte maggior numero di rimbalzi offensivi in stagione NBA (record)
- 5 volte maggior numero di rimbalzi totali in stagione NBA
- 2 volte maggior numero di rimbalzi difensivi in stagione NBA
- Maggior numero di sempre di rimbalzi offensivi in una singola stagione in NBA (1978-1979) (587)
- Più alta percentuale di tiro dal campo dei Playoff ABA (1975)
- All-NBA Team: 8

First Team: 1979, 1982, 1983, 1985
Second Team: 1980, 1981, 1984, 1987
- NBA All-Defensive Team: 2

First Team: 1983
Second Team: 1979
- ABA All-Star Game: 1

1975
- NBA All-Star Game: 12

1978, 1979, 1980, 1981, 1982, 1983, 1984, 1985, 1986, 1987, 1988, 1989
- Introdotto nel Naismith Memorial Basketball Hall of Fame nel 2001
- Selezionato fra i cinquanta migliori giocatori del primo cinquantennio della NBA
- Inserito nel NBA 75th Anniversary Team
- Inserito nella Naismith Memorial Basketball Hall of Fame nel 2001
- ABA All-Time Team

### Record personali
- Detentore del record di rimbalzi offensivi in una singola partita NBA (21 rimbalzi)
- Detentore del record di rimbalzi offensivi in una singola partita di Playoff NBA (15 rimbalzi)
- Decimo miglior marcatore di sempre sommando ABA e NBA
- Dodicesimo miglior marcatore di sempre NBA
- Quinto miglior rimbalzista di sempre NBA (3° sommando NBA e ABA)
- Ottavo migliore rimbalzista di sempre per rimbalzi a partita NBA nei Playoff (13,8 rimbalzi a partita)
- Primo nella classifica dei miglior rimbalzisti offensivi di sempre NBA (1° sommando NBA e ABA)
- Ottavo nella classifica dei miglior rimbalzisti difensivi di sempre NBA (6° sommando NBA e ABA)
- Terzo nella classifica dei tiri liberi segnati di sempre NBA (2° sommando NBA e ABA)
- Diciottesimo nella classifica delle partite giocate in NBA (9° sommando NBA e ABA)
- Ottavo giocatore con il maggior numero di minuti giocati nella storia sommando ABA e NBA (49.444)
- Ventiduesimo per numero di stoppate di sempre ABA
- Ventinovesimo miglior stoppatore di sempre NBA (26° sommando NBA e ABA)